# Campamento Laguna del Toro
Campamento Laguna del Toro är en ort i Mexiko.   Den ligger i kommunen San Blas och delstaten Nayarit, i den sydvästra delen av landet, 800 km väster om huvudstaden Mexico City. Campamento Laguna del Toro ligger 93 meter över havet och antalet invånare är 320. Den ligger på ön Isla María Madre.
Terrängen runt Campamento Laguna del Toro är platt österut, men åt nordväst är den kuperad. Havet är nära Campamento Laguna del Toro åt sydost.  Närmaste större samhälle är Campamento Aserradero, 13,9 km nordväst om Campamento Laguna del Toro. 